# 罗陂乡
罗陂乡，是中华人民共和国江西省抚州市乐安县下辖的一个乡镇级行政单位。

## 行政区划
罗陂乡下辖以下地区：
罗陂村、罗田村、杏园村、枥下村、云下村、水溪村、棠溪村和右源村。